# Vitigudino
Vitigudino é um município da Espanha na província de Salamanca, comunidade autónoma de Castela e Leão, de área 52,33 km² com população de 2923 habitantes (2007) e densidade populacional de 56,67 hab/km².

## Demografia
| Variação demográfica do município entre 1991 e 2004 | Variação demográfica do município entre 1991 e 2004 | Variação demográfica do município entre 1991 e 2004 | Variação demográfica do município entre 1991 e 2004 |
| --------------------------------------------------- | --------------------------------------------------- | --------------------------------------------------- | --------------------------------------------------- |
| 1991                                                | 1996                                                | 2001                                                | 2004                                                |
| 3101                                                | 3183                                                | 3034                                                | 2987                                                |